# Ophelimus
Ophelimus är ett släkte av steklar. Ophelimus ingår i familjen finglanssteklar.

## Bildgalleri

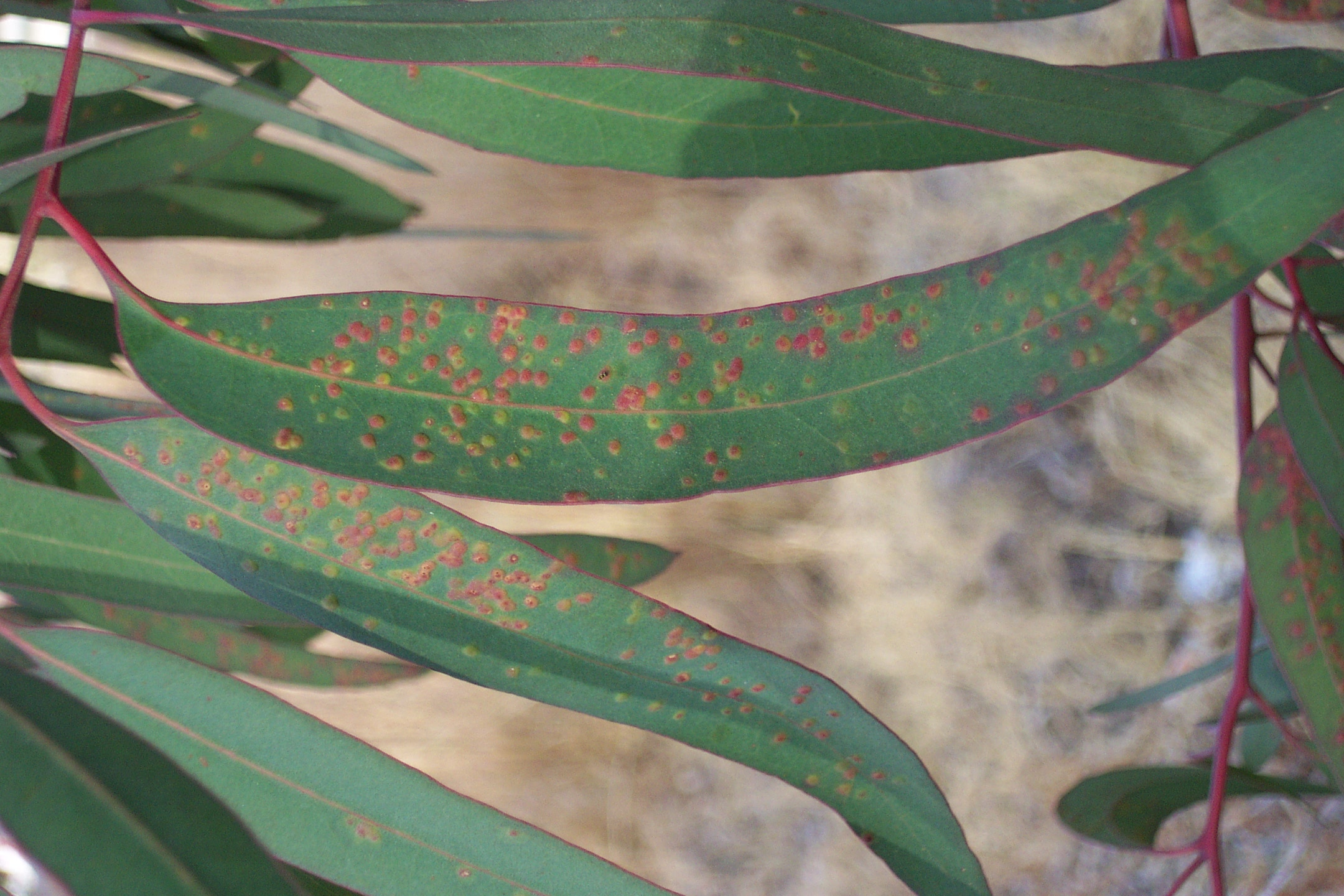
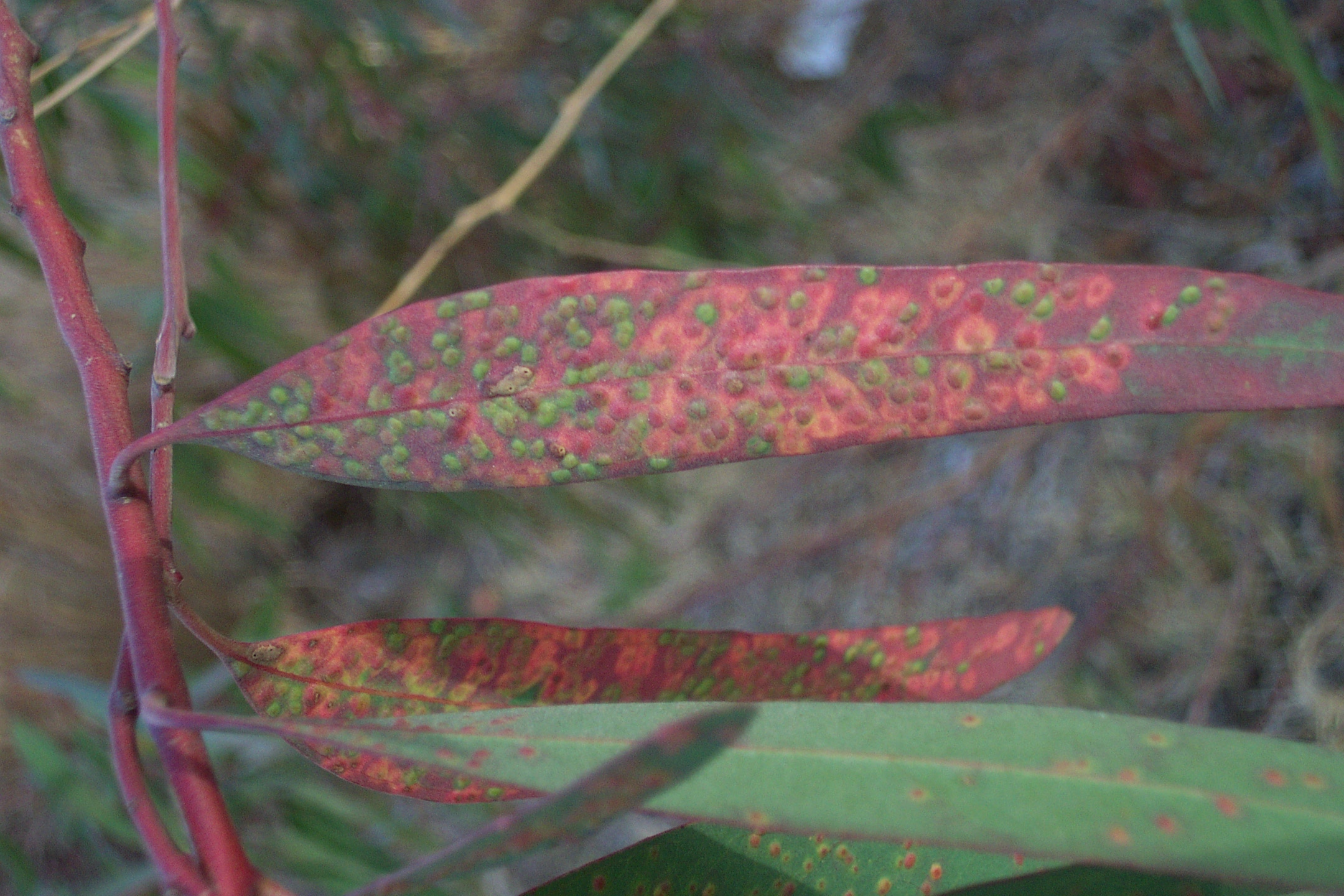

## Dottertaxa tillOphelimus, i alfabetisk ordning[1]
- Ophelimus acuminatus
- Ophelimus aeneipes
- Ophelimus aeneoviridis
- Ophelimus auripes
- Ophelimus australia
- Ophelimus bellus
- Ophelimus citritibiae
- Ophelimus consobrinus
- Ophelimus dei
- Ophelimus depressus
- Ophelimus dryas
- Ophelimus dubius
- Ophelimus eucalypti
- Ophelimus faunus
- Ophelimus femoratus
- Ophelimus filia
- Ophelimus flavipes
- Ophelimus funeralis
- Ophelimus gemma
- Ophelimus globulus
- Ophelimus globus
- Ophelimus hawaiiensis
- Ophelimus hegeli
- Ophelimus helena
- Ophelimus immaculatipennis
- Ophelimus julietta
- Ophelimus listzi
- Ophelimus magniventris
- Ophelimus martialis
- Ophelimus maskelli
- Ophelimus multifasciatus
- Ophelimus nigriclava
- Ophelimus nubilipennis
- Ophelimus nuptus
- Ophelimus oviparopsis
- Ophelimus prymno
- Ophelimus purpureiventris
- Ophelimus purpureus
- Ophelimus reticulatus
- Ophelimus sabella
- Ophelimus sarah
- Ophelimus splendoriferellus
- Ophelimus tamasesius
- Ophelimus tassoni
- Ophelimus thaelmanni
- Ophelimus truncatus
- Ophelimus ursidius
- Ophelimus vannius
- Ophelimus violescens
- Ophelimus viridis
- Ophelimus zealandicus